# McDonnell Douglas MD-90
McDonnell Douglas MD-90 je dvomotorno ozkotrupno reaktivno potniško letalo za kratke oziroma srednje dolge lete. Razvit je bil iz manjšega predhodnika MD-80. MD-90 ima bolj ekonomične motorje International Aero Engines V2500 in bolj dolg trup za do 172 potnikov. V uporabo je vstopil z Delta Air Lines leta 1995. Proizvajalo ga je podjetje McDonnell Douglas, ki se je pozneje združilo z Boeingom. 
MD-90 in potem še MD-95/Boeing 717 sta bazirani na MD-80, ki je sam baziran na še starejšem DC-9.
Program MD-90 so začeli leta 1989, ko je Delta Air Lines naročila 50 letal MD-90 z opcijo nadaljnih 110 letal. MD-90 so izdelovali v tovarni blizu letališča Long Beach  v Kaliforniji, ZDA. Dve letali so sestavili tudi na letališču Jiangwan v Šanghaju, Kitajska.

## Tehnične specifikacije
|                           | MD-90-30                                                                          | MD-90-30ER                                                                        |
| Število potnikov          | 153 (2 razreda) 172 (1 razred)                                                    | 153 (2 razreda) 172 (1 razred)                                                    |
| Maks. vzletna teža (MTOW) | 156 000 lb (70 760 kg)                                                            | 168 000 lb (76 204 kg)                                                            |
| Vzletna razdalja pri MTOW | 7450 ft (2 270 m)                                                                 | 7450 ft (2 270 m)                                                                 |
| Dolet                     | 2 085 nmi (3 860 km)                                                              | 2 172 nmi (4 023 km) *2 389 nmi (4 424 km)                                        |
| Potovalna hitrost         | Mach 0,76 (504 mph, 811 km/h)                                                     | Mach 0,76 (504 mph, 811 km/h)                                                     |
| Dolžina                   | 152 ft 7 in (46,5 m)                                                              | 152 ft 7 in (46,5 m)                                                              |
| Razpon kril               | 107 ft 10 in (32,87 m)                                                            | 107 ft 10 in (32,87 m)                                                            |
| Višina                    | 30 ft 6 in (9,4 m)                                                                | 30 ft 6 in (9,4 m)                                                                |
| Motorji (2 x)             | IAE V2525-D5 25 000 lbf (111,21 kN) Optional: IAE V2528-D5 28 000 lbf (124,55 kN) | IAE V2525-D5 25 000 lbf (111,21 kN) Optional: IAE V2528-D5 28 000 lbf (124,55 kN) |